# František Zeibert
František Zeibert (30. září 1830 Třebíč – 12. května 1901 Brno) byl moravský římskokatolický kněz a prelát, v letech 1891–1901 děkan brněnské kapituly, profesor církevních dějin a kanonického práva v brněnském alumnátě.

## Dílo
- Compendium historiae ecclesiasticae, příručka pro bohoslovce brněnského semináře, vyšla ve třech vydáních (1884, 1889, 1903 – doplněna Josefem Samsourem)